# Amiais de Baixo
Amiais de Baixo ist eine Gemeinde (Freguesia) im portugiesischen Kreis Santarém. In ihr leben 1616 Einwohner (Stand 19. April 2021).